# Erik Bøgh
Erik Nicolai Bøgh (født 17. januar 1822 i København, død 17. august 1899 i Frederiksberg) var en dansk digter og komponist. Søn af skolelærer Hans Henrik Bøgh og hustru Marie Dorothea, f. Møller. Bror til maleren Carl Bøgh (1827-1893). Gift med norskfødte Andrea Schøyen, datter af kaptajn Aslak Schøyen til Schøyengaard.

## En kortvarig lærergerning
Bøgh blev i 1841 uddannet som lærer fra Jonstrup Seminarium og fungerede herefter som lærer i et par år, bl.a. i Fuglebjerg, hvor han også var kirkesanger. I Fuglebjerg begyndte han, frustreret over en række uoverensstemmelser med sin foresatte, sognepræsten, at skrive digte. På et tidspunkt foretog stiftets biskop sin visitats i Fuglebjerg, og han var ikke tilfreds med Bøghs indsats over for børnene. Derefter brændte Bøgh de fleste af sine digte og forlod landsbyen og lærergerningen i september 1844.

## Ophold i Norge og Sverige
Erik Bøgh kom til København og blev der optaget i en skuespillertrup, der skulle turnere i Sverige. Efter nogle få måneder gik selskabet fallit og Bøgh tilbragte de næste tre et halvt år som tegner. Han blev ret ferm til at tegne portrætter, og man mener at han udførte omkring 1.600 portrætter i sin tid i Sverige, og faktisk kunne leve af det. I efteråret 1848 var der imidlertid problemer med hans opholdstilladelse i Sverige og han valgte at rejse over grænsen til Norge, nærmere bestemt Kristiania (Oslo). Han skrev skuespil og vaudeviller, der blev opført, blandt andet ved årsskiftet 1848/49 en Nytaarsfarce, der blev en stor succes. Kristiania Teater brugte på den tid udelukkende danske skuespillere, men Bøgh forudså, at dette snart ville ændre sig. Han havde forlovet sig med frøken Andrea Schøyen, og hvis han skulle stifte familie og sikre sig et udkomme, måtte det blive i Danmark, så i september 1849 forlod han Norge.

## Teatermand i Danmark
Erik Bøgh vendte tilbage til København, hvor han blev ansat ved en avis. Han begyndte igen at skrive, og samme vinter debuterede han som dramatisk forfatter på Casino-teatret, med 2 stykker, Nytaarsnat 1850 og Ægtemandens Repræsentant.
I de følgende år havde Bøgh ret stor succes men en række større og mindre, dels originale, og dels frit bearbejdede stykker, og i 1855 blev han direktør for Casino. I de følgende år opførte Casino hans populære lystspil og vaudeviller, bl.a. Fastelavnsgildet og Kalifen paa Eventyr.
Han fratrådte i 1860 efter en række længerevarende uoverensstemmelser med bestyrelsen, umiddelbart efter at han havde haft stor succes med stykket Grevinden og hendes Søskendebarn, som var en slet skjult, ondskabsfuld satire over Grevinde Danner med bl.a. en vise med linjen "Jeg hader den, som steg fra Dybet. Bedækket med et Lands Foragt".
Efter Casino-tiden blev Erik Bøgh redaktør af Folkets Avis (1.10.1860-1877) og 1877-1885 var han medredaktør af Dagens Nyheder.
Erik Bøgh skrev også en række humoristiske romaner og fortællinger, mest kendt blev bogen Jonas Tværmoses' Ærgrelser (1875).
Fra 1881-1899 var Erik Bøgh censor ved Det Kongelige Teater. Han blev Ridder af Dannebrog 1881 og Dannebrogsmand 1892.
Han har skrevet en række iørefaldende viser.
Han er begravet på Garnisons Kirkegård.
Der er opkaldt flere veje i Danmark efter Erik Bøgh:
- Erik Bøghs sti i Odense.
- Erik Bøghs vej i Åbyhøj og Fuglebjerg
- Erik Bøghs Alle i Søborg.